# 楊厚
楊厚（72年—153年），字仲桓，廣漢郡新都（今四川省成都市北部）人。門下有任安、董扶、周舒等學生。有文集二卷。

## 生平
楊厚的父親是楊統。楊厚生母與楊統前妻的兒子楊博感情很不好，楊厚九歲時，想讓他們和好，於是藉口說自己生病既不說話也不進食。楊厚母親知道楊厚的用意，便改變態度，對楊博恩養加篤。楊博後來官至光祿大夫。

### 嶄露頭角
楊厚從小向楊統學習，傾注精力鑽研並記述。永初三年（公元109年），太白星進入斗星，洛陽引發大水。當時楊統擔任侍中，楊厚跟隨在左右。朝廷以這件事詢問楊統，楊統說自己已年老，耳目都不明，兒子楊厚通曉讖書緯書，略懂其意。鄧太后使中常侍秉承詢問楊厚，楊厚回答：「諸王子大多都在京師，可能發生異變，應該儘快將他們遣返回各自的領地」。鄧太后聽從楊厚的建議，太白星不久就不見了。洛陽大水也退去，都如楊厚所言。於是任命楊厚爲中郎。鄧太后特別引見，問他圖讖的事，楊厚的答覆不合太后心意，被免官回家。後來楊厚到犍爲學習，不接受州郡和三公的官職，方正、有道、公車特相徵召都不前往就職。

### 楊厚諫言
永建二年（公元127年），漢順帝特別徵召楊厚，詔書通告郡縣督促派遣。楊厚不得已而應召，到達長安，因生病而上表給朝廷，陳述漢朝三百五十年的災厄，應要修明改良法律和消除災禍等五件事。朝廷表彰他，詔令派太醫送他藥，派太官賜予羊酒。楊厚到達京師後，被任命為議郎。三次升遷侍中，特別蒙受恩典被召見，詢問楊厚時政。
永建四年（公元129年），楊厚上奏說：「今年夏天必定非常寒冷，會有疾疫和蝗害」。這一年，果然有六個州郡大鬧蝗災，傳染病流行。後來楊厚又連續向上奏：「西北兩邊方向有兵氣，應該要提防邊境」。漢順帝正準備前往西部巡視，有感於楊厚的話沒有前往。
陽嘉三年（公元134年），西羌入侵隴右，隔年，烏桓圍困度遼將軍耿曄。
永和元年（公元136年），楊厚再次上奏：「京師會有水患，還會有火災，三公中有人會被免官，蠻夷會反叛」。當年夏天，洛陽暴發洪水，死了一千多人；到了冬天，承福殿發生火災，太尉龐參因此免職；荊州、交州的蠻夷殺害長吏，佔領城池。楊厚又說：「婦人、近戚、皇妃黨羽將有災禍」。第二年，漢順帝乳母宋娥與宦官褒信侯李元等人因做奸逆不法之事被廢黜；兩年後，中常侍張逵等人因誣陷大將軍梁商獨斷專行遭到誅殺。每次有災異，楊厚就向朝廷建議消除災禍的方法，但因宦官專政，楊厚的言論不被信任。

### 辭官授課
大將軍梁冀權傾朝廷，派遣弟弟侍中梁不疑送給楊厚車馬、珍玩，想與楊厚相見。但楊厚不答應。楊厚稱病請求離職。漢順帝准奏，賜車馬、錢帛，讓楊厚返家。楊厚修黃老之術，教授門生，上名錄者有三千多人。太尉李固數次推薦楊厚為官。
本初元年（公元146年），梁太后詔備古禮以聘請楊厚，楊厚聲稱有病而不願前往。建和三年（公元149年），梁太后再次徵召楊厚，經過四年楊厚都不應召。八十二歲在家中去世。漢桓帝用策書弔祭他。鄉裡的人謚楊厚為文父。楊厚的學生為他建立廟宇，州郡的文學掾史春秋宴請賓客並舉行射箭之禮時常祭祀他
。

## 家庭

### 祖父
- 楊春卿，擅長圖讖學，公孫述麾下將領。[15]

### 父
- 楊統，東漢光祿大夫。

## 延伸阅读
[在维基数据编辑]
 《後漢書/卷30上》，出自范晔《後漢書》